# Georges Catroux
Georges Catroux (Llemotges, 29 de gener de 1877 - París, 21 de desembre de 1969) va ser un militar francès, Governador d'Indoxina durant la Segona Guerra Mundial i un destacat combatent a les guerres de descolonització franceses a Algèria, Indoxina i Orient Mitjà. Va ser Gran Mestre de la Legió d'Honor.

## Biografia
George Catroux va néixer el 29 de gener de 1877 a Llemotges, (Occitània). Era el tercer d'una família de 4 fills: el seu germà gran, Charles, nascut el 1827 començà la carrera militar, però morí sent jove. El segon germà, René (1874-1964), tot i el disgust del seu pare, no elegí la carrera militar i es convertí en un expert en pintura. El darrer va ser Alexandre (1881-1959). El seu pare, militar de carrera, havia participat en les campanyes de Napoleó III al nord d'Àfrica i de l'extrem orient. Va cursar els estudis primaris a Llemotges, Angers i Rennes, d'acord amb els canvis de destí del seu pare. El 28 d'octubre de 1896 ingressà a l'Escola Militar de Saint-Cyr (promoció "des Grandes Manœuvres"). Es gradua dos anys després, sent el 55è de 522, escollint els caçadors a peu a Grenoble.
El 1900 és nomenat tinent a la Legió estrangera, participa en la pacificació del Sàhara, on es trobaria amb el Pare de Foucauld. Entre 1903 i 1906 està a Indoxina, col·laborant amb el governador general, Paul Beau. El 1906 torna a Algèria, retrobant-se amb el general Lyautey. Fins al 1911 participa en totes les operacions que van precedir l'ocupació del Marroc, segons el mètode que Lyautey anomenava "la progressió en taca d'oli". El 1911 és cridat a Alger, amb el governador Lutaud.

### Primera Guerra Mundial
El 1914, cap de batalló del 2n Regiment de tiradors algerians és ferit a la cama a Arras el 5 d'octubre de 1915, després d'aturar tota una divisió durant 20 hores només amb el seu batalló.
Fet presoner pels alemanys, fa 3 temptatives d'evasió que el porten al camp de represaliats a Wulsbourg i al Fort IX d'Ingolstadt, on coneixerà al capità de Gaulle. Georges Catroux és alliberat al final de les hostilitats.

### Període d'entreguerres
El 1919-1920 participa en la missió militar francesa a Aràbia, trobant-se amb el cèlebre coronel Lawrence. Després de la conferència de San Remo, va ser nomenat governador de Damasc, organitzà l'administració i el govern de Síria.
Entre 1923 i 1925 va ser adjunt militar a Constantinoble. Reclamat pel mariscal Lyautey al Marroc, participà en la guerra del Rif. El 1926, reclamat per l'alt comissari del Llevant, Henri de Jouvenel, on defèn la independència reclamada per Síria i el Líban; però París no està d'acord, i Catroux demana ser retirat del Llevant. El 1927 pren el comandament del 6è Regiment de tiradors algerians a Tlemcen.
Entre 1931 i 1934, ja general, comanda la regió de Marràqueix i, entre 1935 i 1936, la 14a divisió d'infanteria a Mulhouse. Entre 1936 i 1939 comanda el 19è Cos d'Exèrcit a Alger.

### Segona Guerra Mundial
El juliol del 1939, Georges Catroux va ser nomenat governador general d'Indoxina. Abans de marxar va rebre instruccions per recolzar Xina, és a dir, que mantingués oberta la frontera. Però al juny de 1940, els japonesos van demanar a Catroux que tanqués la frontera, i va enviar una comissió de control al lloc. Mentrestant, la metròpoli ordenà rebutjar tota presència estrangera en territori francès, si bé reconeixia el dret japonès de controlar el costat xinès de la seva frontera. Exasperat, Catroux va ser rellevat de les seves funcions per l'almirall Jean Decoux al juliol de 1940.
L'agost de 1940, Catroux s'uneix a les Forces Franceses Lliures. El 17 de setembre de 1940 aterra a Londres i es troba amb Winston Churchill, qui li proposa, donat que el general de Gaulle es trobava a Dakar, prendre la direcció de la França Lliure; però Catroux declina l'oferiment. Arriba al Txad el 17 d'octubre sent rebut pel governador Félix Eboué.
Nomenat membre del Consell de Defensa de l'Imperi i comandant en cap i delegat general de la França Lliure a l'Orient Mitjà al juny de 1941, proclama la independència de Síria i el Líban en nom del general de Gaulle. Després de la campanya de Síria és nomenat Alt Comissari de la França Lliure al Llevant. A partir de desembre de 1942 és nomenat intermediari entre el general Giraud a Alger i el general de Gaulle a Londres. El 1943 assegura l'enllaç entre tots dos, supervisant la situació al Líban. Entre març i juny de 1943 s'ocupa dels territoris d'Ultramar i ocupa les funcions de governador general d'Algèria.
Des del moment de la seva creació, el 3 de juny de 1943, el general Catroux és nomenat membre del Comitè Francès de l'Alliberament Nacional en ser comissari d'estat. El setembre del 1944, el general de Gaulle el nomena Ministre d'Estat per l'Àfrica del Nord del Govern provisional de la República Francesa.

### Postguerra
El gener de 1945 és nomenat ambaixador francès a la Unió Soviètica (1945-1948), i al seu retorn, ocupa les funcions de conseller diplomàtic del govern francès.
El 1954 és nomenat Gran Canceller de la Legió d'Honor. L'any següent, en el moment dels disturbis al Marroc, és nomenat pel govern per negociar el retorn a Rabat del sultà Mohammed V. Posteriorment, Ministre resident a l'Algèria en el govern de Guy Mollet, no pot assumir les seves funcions per les manifestacions succeïdes a Alger el 1961. Va ser jutjat per un alt tribunal militar, juntament amb altres generals colpistes pels fet d'Alger.
Al febrer de 1969 va ser substituït al capdavant de la Legió d'Honor, morint el 21 de desembre d'aquell any. Les seves exèquies se celebren a l'Església de Sant Lluís dels Invàlids.

## Condecoracions
- Gran Creu de la Legió d'Honor
- Company de l'Alliberament
- Medalla Militar
- Gran Creu de l'Orde Nacional del Mèrit
- Creu de Guerra 1914-1918 (4 citacions)
- Creu de Guerra 1939-1945 amb palma
- Creu de Guerra dels Teatres d'Operacions Exteriors
- Medalla dels Evadits
- Medalla de l'Aeronàutica
- Comandant del Mèrit Combatent
- Comandant del Mèrit Saharià
- Comandant de les Arts i les Lletres
- Medalla colonial amb barres "Maroc 1925" i "Sahara"
- Medalla del Marroc amb barres "Haut-Guir" i "Oujda"
- Medalla commemorativa de Síria–Cilícia (1922)
- Medalla commemorativa de la guerra 1914-1918
- Medalla interaliada 1914-1918
- Gran Creu del Drac d'Annam
- Gran Creu de l'Orde del Bany (Regne Unit)
- Comandant de la Legió del Mèrit (Estats Units)
- Gran Creu de l'Orde de Leopold (Bèlgica)
- Gran Creu de l'Orde de la Corona (Bèlgica)
- Creu de Guerra 1940/45 amb palma (Bèlgica)
- Gran Creu de l'Orde del Mèrit de la República Federal (RFA)
- Gran Creu de l'Orde Reial (Cambodja)
- Orde del Mèrit Militar (Espanya)
- Gran Oficial de l'Orde Nacional (Gabon)
- Gran Creu de l'Orde de Jordi I (Grècia)
- Gran Creu d'Orde al Mèrit de la República (Itàlia)
- Gran Creu de l'Orde de l'Estrella (Jordània)
- Gran Creu del Milió d'Elefants (Laos)
- Gran Creu de l'Orde del Cedre (Líban)
- Mèrit Libanès
- Gran Creu de l'Orde de l'Estrella (Benin)
- Gran cordó de l'orde d'Ouissam Alauita (Marroc)
- Gran Creu del Reial Orde Noruec de Sant Olaf (Noruega)
- Comandant de l'Orde del Pakistan
- Gran Creu de l'Orde del Mèrit (Síria)
- Gran Creu de l'orde de Nichan El Ahed (Tunísia)
- Gran Creu de l'Orde Nacional (Iugoslàvia)

## Principals publicacions
- Dans la bataille de la Méditerranée (1950)
- J'ai vu tomber le rideau de fer (1951)
- Lyautey le Marocain(1952)
- Deux missions au Moyen-Orient, 1919-1922 (1958)
- Deux actes du drame indochinois (1959)